# Melanerpes flavifrons
Il picchio frontegialla (Melanerpes flavifrons Vieillot, 1818) è un uccello appartenente alla famiglia dei Picidae diffuso in America Meridionale.

## Descrizione

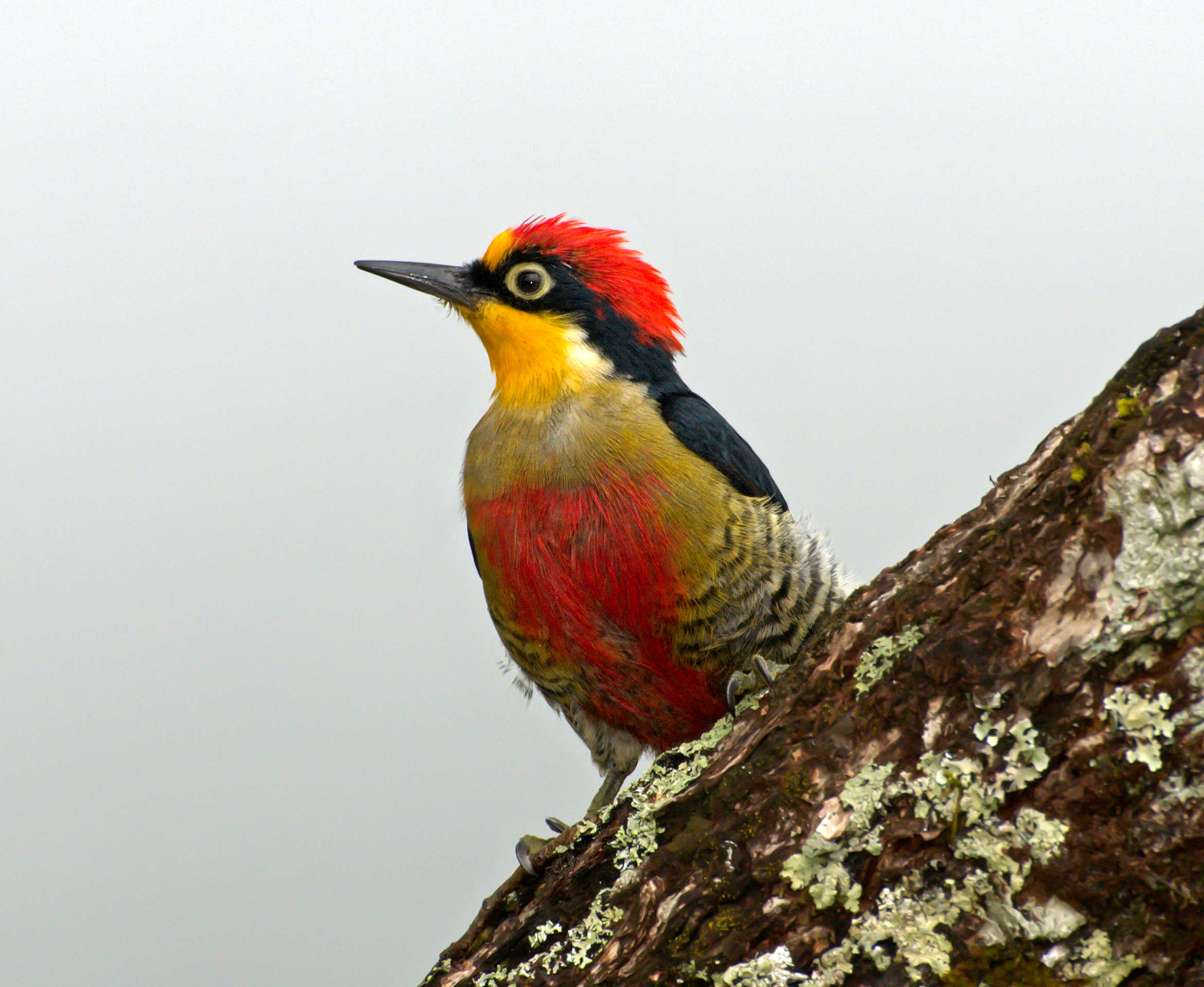

Il picchio frontegialla misura circa 22 cm di lunghezza. La specie presenta anelli palpebrali nudi e di colore giallo; gialli sono anche la fronte e la gola. Nel maschio l'apice del capo è rosso vivo; è presente del rosso anche sul petto. È presente una striscia bianca sul dorso. Le penne timoniere, nere con delle barre bianche, terminano con delle punte a forma di spina per fungere meglio da supporto quando l'animale si arrampica. Vi è dimorfismo sessuale: la femmina non ha il capo rosso ma nero.

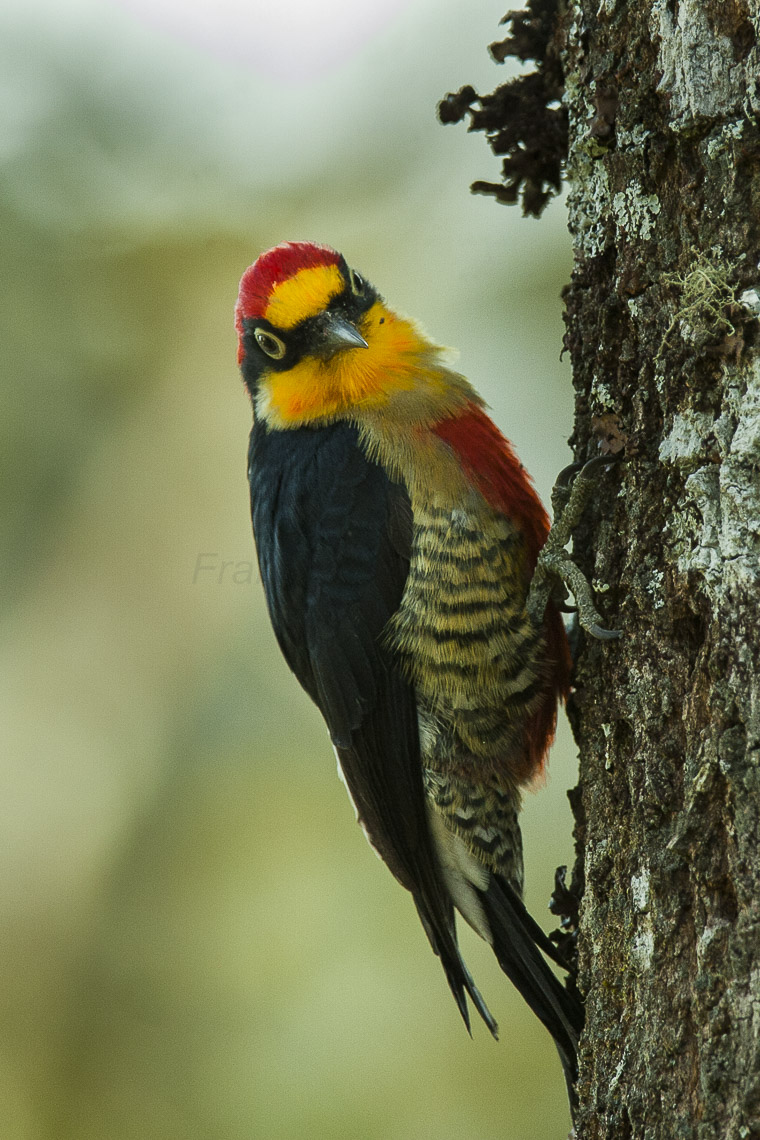

## Biologia
È un uccello stanziale e comune nel suo ambiente. Sebbene sia piuttosto difficile da osservare in natura si ritiene che abbia un comportamento socievole, e ciò è supportato dal fatto che si nutre in gruppi sugli alberi. La specie è frugivora ma dagli studi condotti su esemplari in cattività è emerso che può nutrirsi anche di insetti. La predilezione per soluzioni zuccherine fa pensare che in natura il picchio frontegialla possa succhiare anche il nettare dai fiori. Il maschio effettua parate di corteggiamento e a scopo difensivo che consistono in una serie di movimenti della testa volti a mettere in mostra i colori sgargianti del capo e della gola e gli anelli palpebrali. Le modalità di nidificazione non sono note ma si suppone che il nido sia una cavità scavata in un tronco d'albero.

## Distribuzione e habitat
La specie è diffusa nella parte sudorientale del Brasile, in Paraguay e nel nordest dell'Argentina. Vive sia nelle foreste che nelle che nei boschi radi.